# Phong cách học
Phong cách học (tiếng Anh: stylistics) là một nhánh của ngôn ngữ học ứng dụng, là môn khoa học nghiên cứu và giải thích các tất cả các loại văn bản hoặc có khi là ngôn ngữ nói, về mặt phong cách ngôn ngữ và âm điệu. Phong cách ở đây là sự đa dạng của ngôn ngữ được sử dụng bởi các cá nhân khác nhau hay trong các tình huống và ngữ cảnh khác nhau. Chẳng hạn, ngôn ngữ hàng ngày suồng sã được dùng giữa những người bạn với nhau, trong khi ngôn ngữ trang trọng hơn (về mặt ngữ pháp, phát âm hoặc ngữ điệu, từ vựng) thường được sử dụng trong thư xin việc, sơ yếu lý lịch, phỏng vấn việc làm,...
Phong cách học liên kết phê bình văn học với ngôn ngữ học. Bản thân môn này không phải là một lĩnh vực đứng riêng một mình mà có thể giúp hiểu văn học, báo chí cũng như ngôn ngữ học. Nguồn nghiên cứu của phong cách học là các tác phẩm kinh điển đến các văn bản phổ thông, và từ mẩu tin quảng cáo đến đoạn tin tức, văn bản phi hư cấu, văn hóa đại chúng, nghị luận chính trị và tôn giáo.
Phong cách học có thể cố gắng thiết lập các nguyên lý nhằm giải thích những lựa chọn cụ thể của cá nhân và nhóm xã hội khi họ sử dụng ngôn ngữ, như trong việc sáng tác văn chương và tiếp nhận thể loại, nghiên cứu nghệ thuật dân gian, nghiên cứu phương ngữ; môn này có thể được áp dụng cho các lĩnh vực như phân tích diễn ngôn cũng như phê bình văn học.
Đặc điểm chung của phong cách là việc sử dụng các đối thoại, bao hàm cả ngữ điệu vùng miền và các câu thành ngữ, sự phân bố của độ dài câu, vân vân. Ngoài ra, phong cách học có thể được sử dụng để xác định mối liên hệ giữa hình thức và hiệu ứng trong một loại ngôn ngữ cụ thể. Do đó, phong cách học xem xét những gì "đang diễn ra" trong ngôn ngữ.